# تشارلز واطسون
الدكتور تشارلز واطسون (17 يوليو 1871 ـ 11 يناير 1948) هو أول رئيس للجامعة الأمريكية في القاهرة.

## حياته
كان أبوه عضوًا بالإرسالية الأفريقية التابعة لكنيسة أمريكا الشمالية المشيخية الموحدة، فنشأ في مصر، ثم عاد إلى الولايات المتحدة سنة 1889 ليستكمل دراسته في مدرسة لورنسفيل ثم في جامعة برنستون. وفي سنة 1912، انضم واطسون إلى إرسالية نظمها مجلس الإرساليات المشيخي المتحد، وكان هدفها الأساسي دراسة إمكانية إنشاء جامعة مسيحية في مصر، فعاد من الإرسالية مؤمنًا بضرورة إيجاد مؤسسة أخرى للتعليم العالي على المثال الغربي في مصر، وهو ما تم سنة 1919، بعد أن تم توفير التمويل والمكان للجامعة الناشئة. وقد ظل واطسون رئيسًا للجامعة منذ إنشائها إلى أن خلفه جون بادو في رئاستها سنة 1945، لكنه لم يتوقف عن دعم أنشطة الجامعة حتى وفاته سنة 1948.